# Charles Eugène de Croÿ
Charles Eugène de Croÿ, Croÿ hercege, [ejtsd: ʃaʁl øʒɛn də kʁwi; kb.sárl özsen dö krui, oroszul: Карл Евгений де Круа / Karl Jevgenyij gye Kruá; (Le Rœulx, Hainaut-i grófság, 1651 – Reval (Tallinn), Észtország, 1702. január 30.) burgundiai-francia Croÿ hercegi házból való arisztokrata. A dán király, majd a német-római császár szolgálatában álló hadvezér, császári tábornagy. Harcolt Bécs felmentésénél és a magyarországi törökellenes háború több csatájában. 1699-ben orosz cári szolgálatba lépett, 1700-ban cári tábornagyként az orosz haderő főparancsnoka lett. A narvai csatavesztés után svéd fogságban halt meg. Mumifikálódott testét sokáig a revali (tallinni) Szent Miklós-templomban mutogatták, csak 1879-ben temették el.
Neve általában franciás formában szerepel, ritkán előfordul németes névformában (Karl Eugen von Croÿ) is. A Croÿ hercegi ház neve régi francia szövegekben Croix formában is feltűnhet, pl. duc de Croix.

## Élete

### Származása

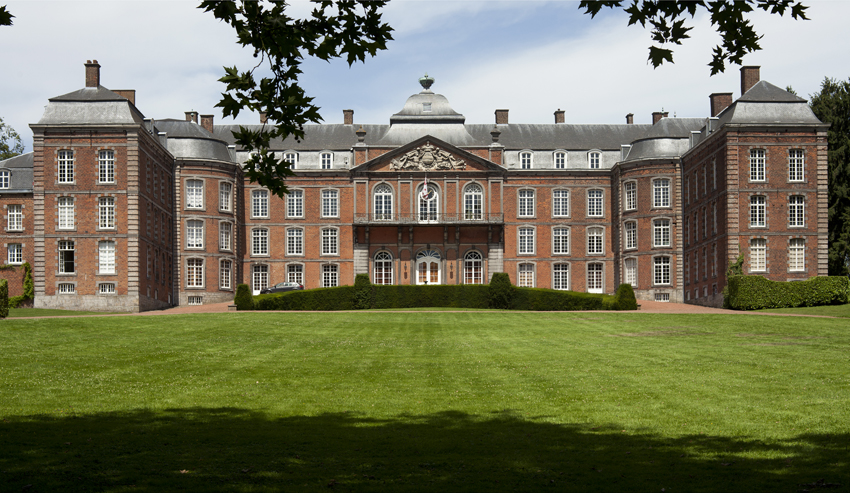
A Croÿ hercegek kastélya Le Rœulx-ben (Belgium)

Charles Eugène de Croÿ a Croÿ hercegi ház Rœulx-ágából született. Ősei a pikárdiai Ponthieu grófságból származtak. A család nevének legrégebbi említése 12. évszázadi okmányokban található.
Charles Eugène herceg Jacques Philippe de Croÿ-nak, Croÿ hercegének (1614–1685), Le Rœulx urának és Johanna van Bronckhorst-Batenburg grófnőnek (1627–?) fia volt. Egyedül ő érte meg a felnőttkort, öt testvére gyermekként meghalt.
Anyai nagyapja Johann Jakob von Bronckhorst-Batenburg gróf (1582–1630) volt, ismertebb nevén Anholt grófja, császári tábornagy, a harmincéves háború hadvezére. Egyik távoli felmenője I. (Nagy) Antoine de Croÿ burgundi–flamand gróf (1385–1475) volt, Croÿ, Renty, Beaurain, Bar-sur-Aube és Rozay ura, az hainaut-i (hennegaui) Beaumont, Porcien és Guînes grófja, a Namur Grófság és a Luxemburgi Hercegség kormányzója, III. (Jó) Fülöp burgundiai herceg udvartartásának vezéralakja, a franciabarát párt vezetője, a hercegi bíróság tagja.

### A dán király hadvezére
Croÿ herceg katonai pályáját a dán királyi hadseregben kezdte. A skånei háború során, 1676-ban egy dán-norvég ezred parancsnokaként harcolt a lundi csatában. 1677-ben vezérőrnaggyá, 1678-ban altábornaggyá léptették elő.

### Házassága
1681-ben megnősült, a németalföldi Gelderland tartományból való Juliana van der Bergh flamand grófnőt (1638–1714) vette feleségül, Heinrich van der Bergh grófnak (1573–1638) és második feleségének, Hieronyma Katharina von Spaur grófnőnek (1600–1683) leányát.

### A Habsburg császár hadvezére
1682-től már a német-római császári hadsereg kötelékében szolgált. A Habsburg Birodalom oldalán sikerrel harcolt a törökök és magyar szövetségeseik ellen. 1683-ban részt vett a törököktől ostromolt Bécset felmentő ütközetekben.
1684-ben a Buda ostromára vonuló császári hadseregben a tüzérség parancsnokának tisztségét bízták rá. Az 1685-ös hadjáratban egy gyalogsági hadtestet vezényelt. Érsekújvár ostrománál az ún. Forgách- és Cseh-bástyák elleni ostromművek építését vezette. A vár felmentésére érkező Sejtán Ibrahim pasa serege ellen augusztus 16-án megvívott győzelmes táti csatában Croÿ herceg a császári jobbszárny első harcvonalában állt, Lotaringiai Károly és Badeni Lajos parancsnoksága alatt.
Az 1686-os hadjáratban a Buda visszafoglalására induló császári hadseregben Croÿ herceget Ernst Rüdiger von Starhemberg tábornagy, a gyalogság főparancsnoka mellé osztották be. Ő volt a tüzérség parancsnoka, egyben Starhemberg helyettese. Július 27-én, a vár elleni első általános rohamnál személyesen vezette az egyik rohamozó hadoszlopot, a harcban meg is sebesült. A második általános roham során, augusztus 3-án Starhemberg tábornagy könnyebben megsebesült, a vele rivalizáló Lotaringiai Károly hátraküldte, és a roham további műveleteinek vezetését Croÿ hercegre bízta. Szeptember 2-án, a vár elleni végső rohamban Croÿ herceg a Bécsi-kapun át gyalogos és tüzér egységeket vezetett a Vár belsejébe. Abdurrahman pasa, a vár török parancsnoka Croÿ herceg gyalogosaival vívott közelharcban esett el.
Az 1689-es hadjáratban a Badeni Lajos őrgróf vezetésével a Balkánra vonuló főseregben kapott hadtestparancsnoki beosztást. Részt vett a grabováci (augusztus 29.) és a batocsinai (augusztus 30.) csatákban. Döntő szerepe volt szeptember 21-én a nisszai csatában, ahol Veterani csapataival együtt szorította ki a török védőket Niš sáncaiból.
1690-ben Köprülü Musztafa nagyvezír ellentámadásba kezdett, ostrom alá vette Belgrádot, amelynek védőrségét Ferdinand Aspremont altábornagy vezette. Az ostromlók gyorsan tért nyertek, az Udvari Haditanács az alkalmatlannak ítélt Aspremont leváltására Croÿ herceget küldte Belgrádba. Ő azonban csak október 7-én ért oda. Kilátástalan helyzetet talált, az ostromlók már a vár faláig jutottak. Október 8-án aknarobbantások vagy tüzérségi belövések miatt több lőszerraktár és puskapor-malom is felrobbant, a vár védhetetlenné vált, Aspremont és Croÿ a védők egy részével a Dunán keresztül, puszta életüket mentve menekültek a várból. A törökök még aznap elfoglalták Belgrádot, a védőrség hátramaradt tagjait lemészárolták. (Aspremont altábornagyot Bécsben haditörvényszék elé állították, rövid időre fogságba is vetették).
1691-ben Croÿ herceg részt vett a szalánkeméni csatában (augusztus 19.), és az azt követő szerémségi hadjáratban. Erdődi Miklós horvát bán csapataival együttműködve elfoglalta Pozsegát, október 19-én Bródot, 28-án Gradiskát és Pakrácot. Egész Szlavóniát visszafoglalta a töröktől. Hadvezéri sikereiért a császár tábornaggyá (Feldmarschall) nevezte ki. Az 1692-es hadjáratban Croÿ herceg Badeni Lajos őrgróf helyetteseként működött.
Az 1693-as hadjárat főparancsnokává Lipót császár Croÿ herceg tábornagyot nevezte ki. Június 30-án ostrom alá vette Belgrádot. A török fősereg, Büklü Musztafa nagyvezír vezetésével – Thököly tanácsára – a Veterani tábornok által védett Erdély elözönlésére indult, de az ostromról hírt kapva, Belgrád felé fordult. Szeptember 7-én éjszaka Croÿ herceg általános rohamot kísérelt meg, de az ellenség visszaverte csapatait. A felmentő török sereg gyors közelsége miatt Croÿ herceg szeptember 10-én feladta Belgrád ostromát, és visszavonult, az érkező török-tatár előhadak folytonos zaklatásának kitéve.

### Az orosz cár szolgálatában

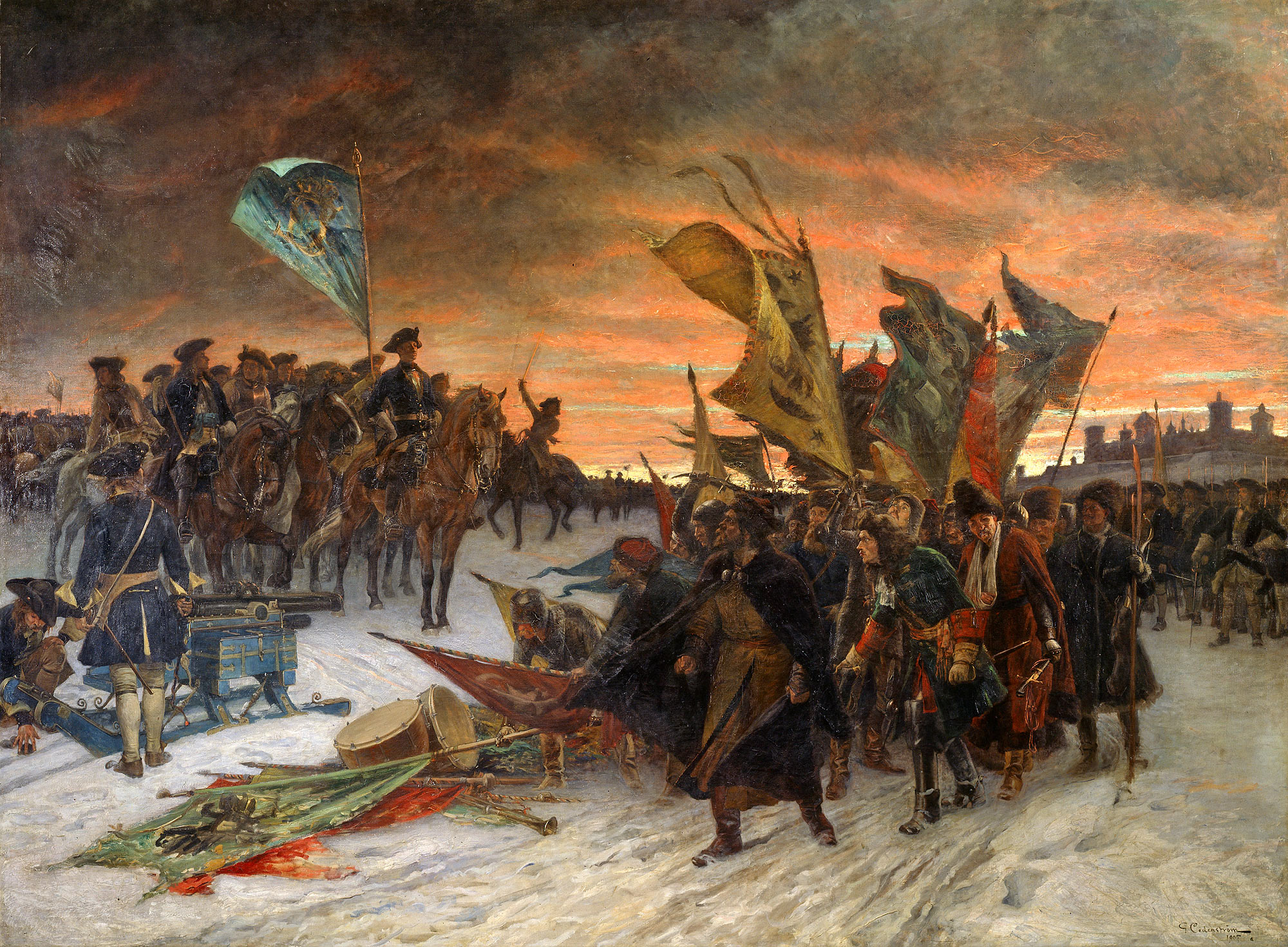
Orosz vereség Narvánál

A karlócai béke megkötése (1699) után Croÿ herceg harctéri megbízatás és jövedelem nélkül maradt. Először I. Frigyes Ágost szász választófejedelem szolgálatába jelentkezett, majd az ő ajánlásával – sok más külföldi származású tiszthez és tábornokhoz hasonlóan – I. Péter orosz cárnak ajánlotta fel szolgálatait. Croÿ herceg 1700 közepén érkezett Oroszországba, röviddel a nagy északi háború kitörése után. A cár azonnal fogadta és személyesen adta át neki marsalli (azaz vezértábornagyi) kinevezését. Croÿ herceg lett az Orosz Birodalom haderejének másodikként kinevezett tábornagya, az addig egyetlen Fjodor Alekszejevics Golovin (1650–1706) mellett. A cár kinevezte őt a livóniai cári haderő főparancsnokává. Kockázatos döntés volt, Croÿ hercege nem beszélt oroszul, nem ismerte alárendelt tisztjeit és parancsnokait, így eleve súlyos vezetési, parancskiadási nehézségekkel nézett szembe. Ráadásul nem értett egyet az orosz csapattestek felvonulási tervével sem.
1700. november 20-án az orosz haderő Croÿ herceg vezetésével vívta meg XII. Károly svéd seregei ellen a narvai csatát, amely az oroszok súlyos vereségével végződött. Croÿ herceg kénytelen volt kapitulálni, törzskarával és számos tisztjével együtt svéd fogságba került. Péter cár nem hibáztatta őt a vereségért. Állítólag ezt mondta: „Ha Croÿ hercegét két héttel korábban teszem meg főhadparancsnokká, nem szenvedtünk volna vereséget.”

### Halála, utóélete

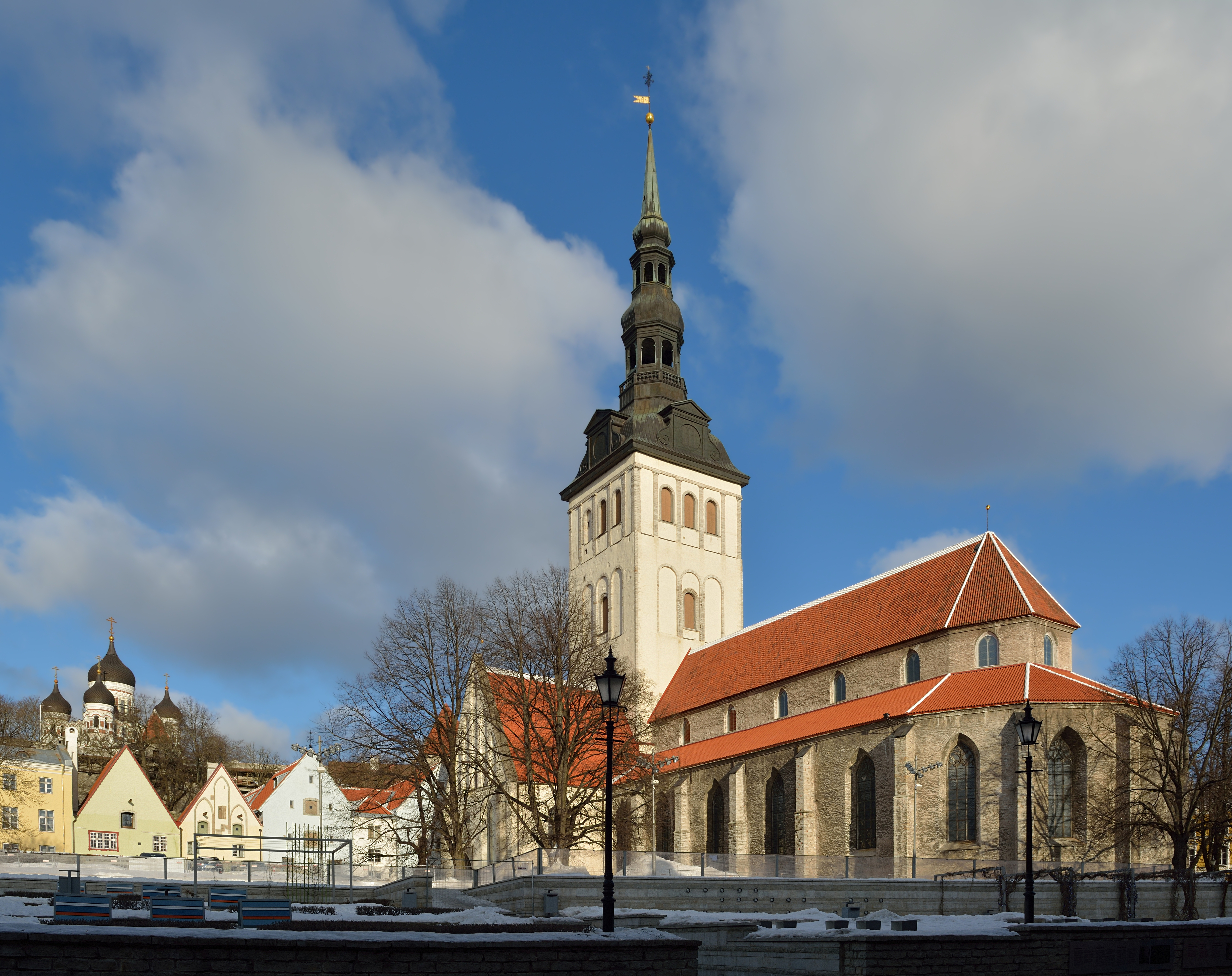
A tallinni Szent Miklós-templom (Niguliste kirik)

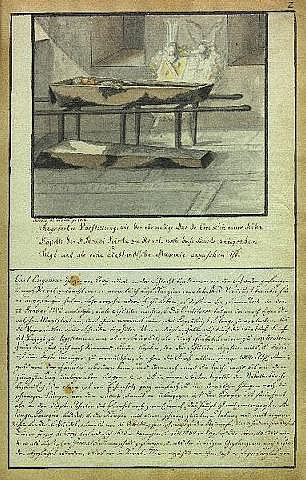
Charles Eugène de Croÿ marsall teteme a revali Szent Miklós-templomban 1818 előtt (19. századi rajz).

Croÿ hercege 1702-ben Revalban hunyt el, svéd hadifogságban. Nincs információ arról, hogy a cár tett-e kísérletet kiváltására. A vele együtt fogságba esett Ivan Jurjevics Trubeckoj marsall (1667–1750), Novgorod katonai kormányzója 18 éven át svéd fogságban maradt, 1718-ban cserélték ki az 1709-es poltavai csatában orosz fogságba került Carl Gustaf Rehnskiöld svéd tábornagyra.
Charles Eugène de Croÿ herceg olyan mértékig el volt adósodva, hogy még temetését sem akarta senki kifizetni. Hitelezőinek követelésére holttestét, amelyet a tallinni Szent Miklós-templomban (Niguliste kirik) tároltak, nem temették el, hanem belépődíj ellenében mutogatták, ebből törlesztve az adósság egy részét. A herceg mumifikálodott teteme a 18-19. századi Reval (Tallinn) morbid látványossága lett, sok utazó is megtekintette és beszámolt róla. Csaknem két évszázad kellett hozzá, hogy 1879-ben a Szent Miklós-templom egyik kápolnájában tisztességgel eltemessék.
Élettörténetét Werner Bergengrün német író 1939-ben megjelent Der Tod von Reval. Kuriose Geschichten aus einer alten Stadt (azaz Halál Revalban. Különös történetek egy régi városból c. elbeszélés-kötetében dolgozta fel.